# Angèle Sydow

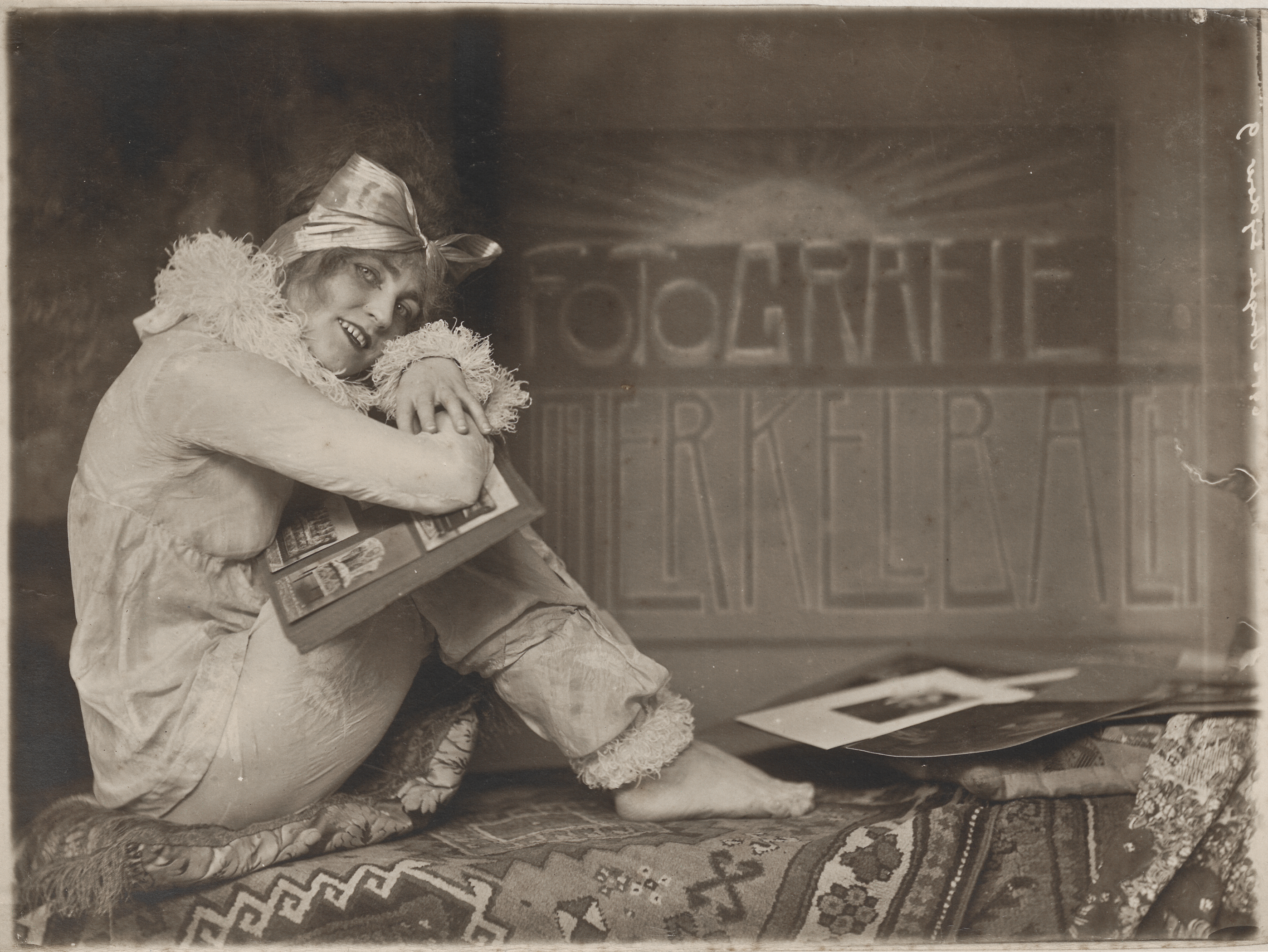
Angèle Sydow in een reclamefoto geschoten door Jacob Merkelbach

Angèle Sydow (Śmiłowo, 15 maart 1890 – Den Haag, 18 september 1960) was een danseres en danspedagoge. 

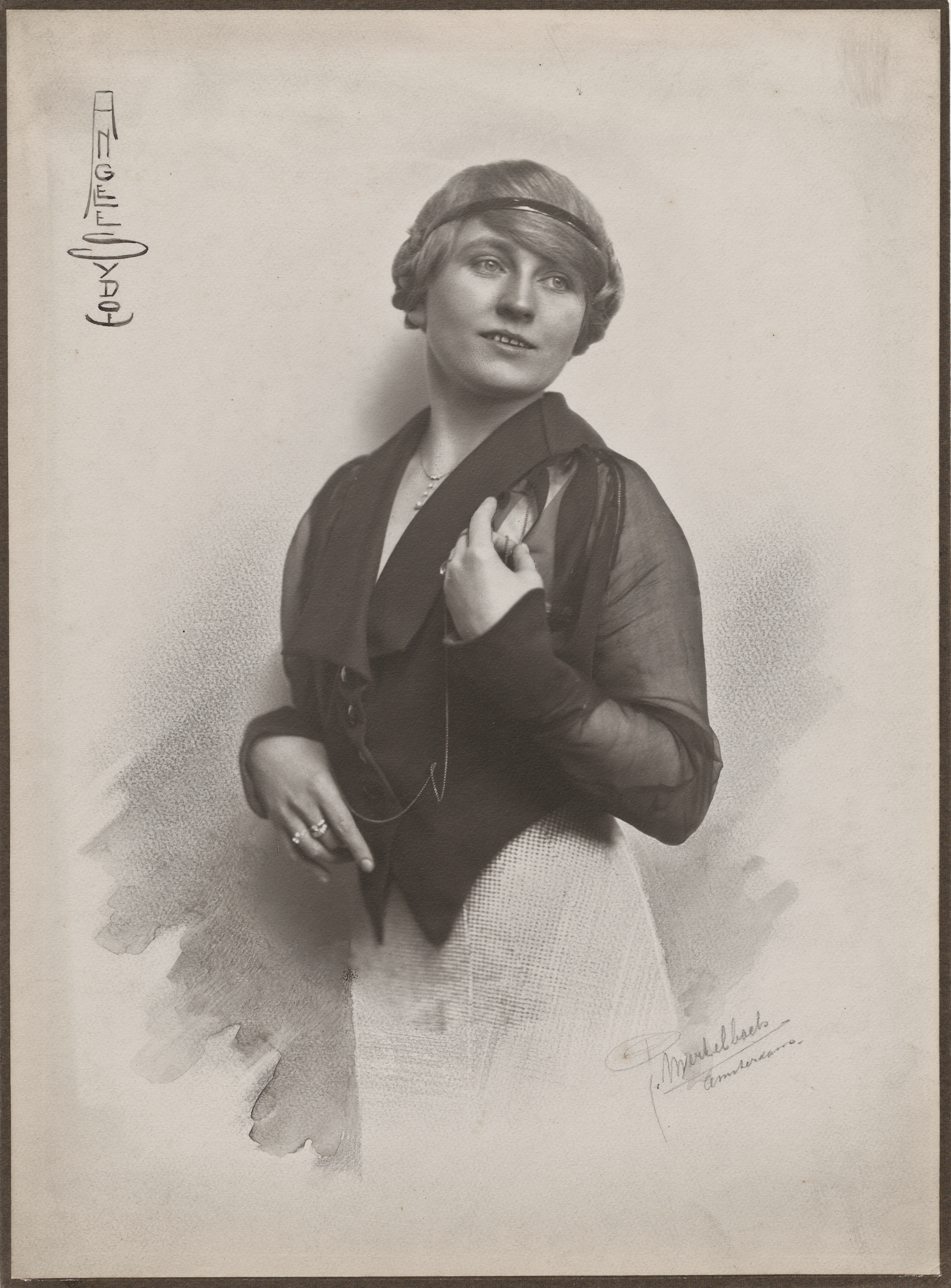
Angèle Sydow

## Jeugd en opleiding
Sydow werd geboren in Polen en groeide op in een katholiek gezin. Haar vader was Duits, haar moeder Pools. Ze werd streng opgevoed en zag ballet als een uitweg uit haar benauwde omgeving. Ze nam lessen in de moderne dans in Berlijn waarna haar balletmeester, Octavi, haar meenam naar Amsterdam om er op te treden voor een klein publiek. Hierna volgde ze lessen aan de school van Emile-Jacques Dalcroze. Hij was de bedenker van de ritmische gymnastiek. Eenmaal terug in Nederland zou ze deze techniek zelf gaan onderwijzen in Amsterdam.

## Sydow-methode

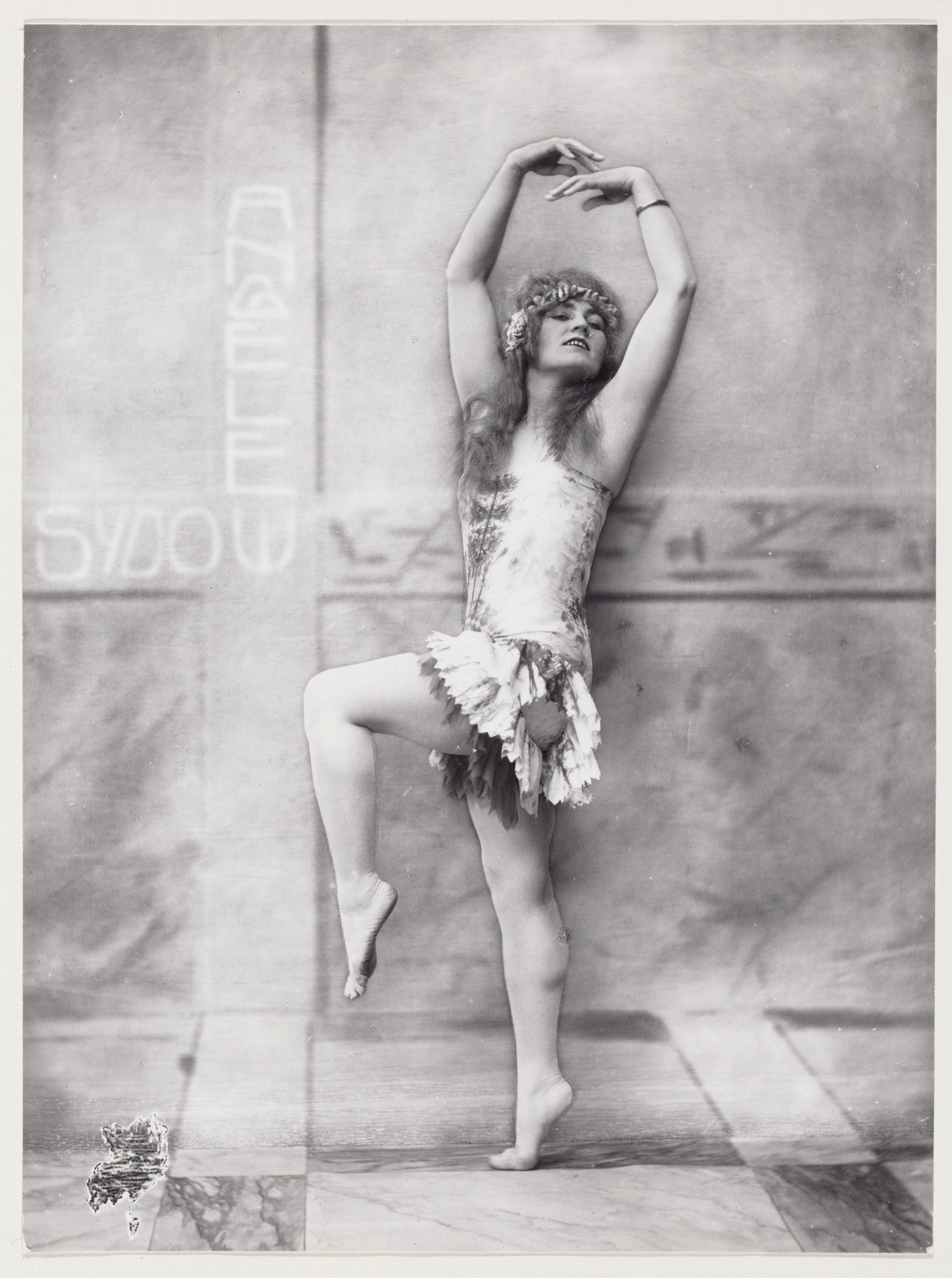
Angèle Sydow dansend

Als Sydow in 1914 terugkeert naar Nederland begint ze regelmatig in theater Bellevue en in het Kurhaus op te treden. Zowel publiek als pers is enthousiast over haar nieuwe manier van dansen in haar eigen stijl en in zelfgemaakte kostuums. Sydow klom in 1917 op tot balletmeester en danseres bij de Nederlandse Opera. In 1922 begon ze aan een tournee door Java. Hier danste ze volgens de door haar genoemde Sydow-methode. Kenmerk van haar methode was de beheerste danstechniek die samenging met de muziek en met toneel. Ze gaf uiting aan haar gedachten en gevoelens op een losse en soepele manier. Op Java danste ze onder meer op stukken van Grieg, Brahms en Schumann. Ook in Nederlands-Indië gaf zij les volgens haar eigen methode.

## Significantie
Sydow onderzocht een nieuwe bewegingstaal waarin zij nadrukkelijk uiting gaf aan de gevoelsmatige kant van de dans, samen met de ritmische technieken. Zij maakte daarmee een nieuwe generatie dansers los van de klassieke scholing en zorgde ervoor dat zij de organische dansmethode verder uit konden bouwen. Sydow onderwees onder anderen Florrie Rodrigo en Fientje de la Mar.

## Kinderen
Sydow trouwde in 1922 en het stel kreeg twee kinderen.